# Richard Zouch

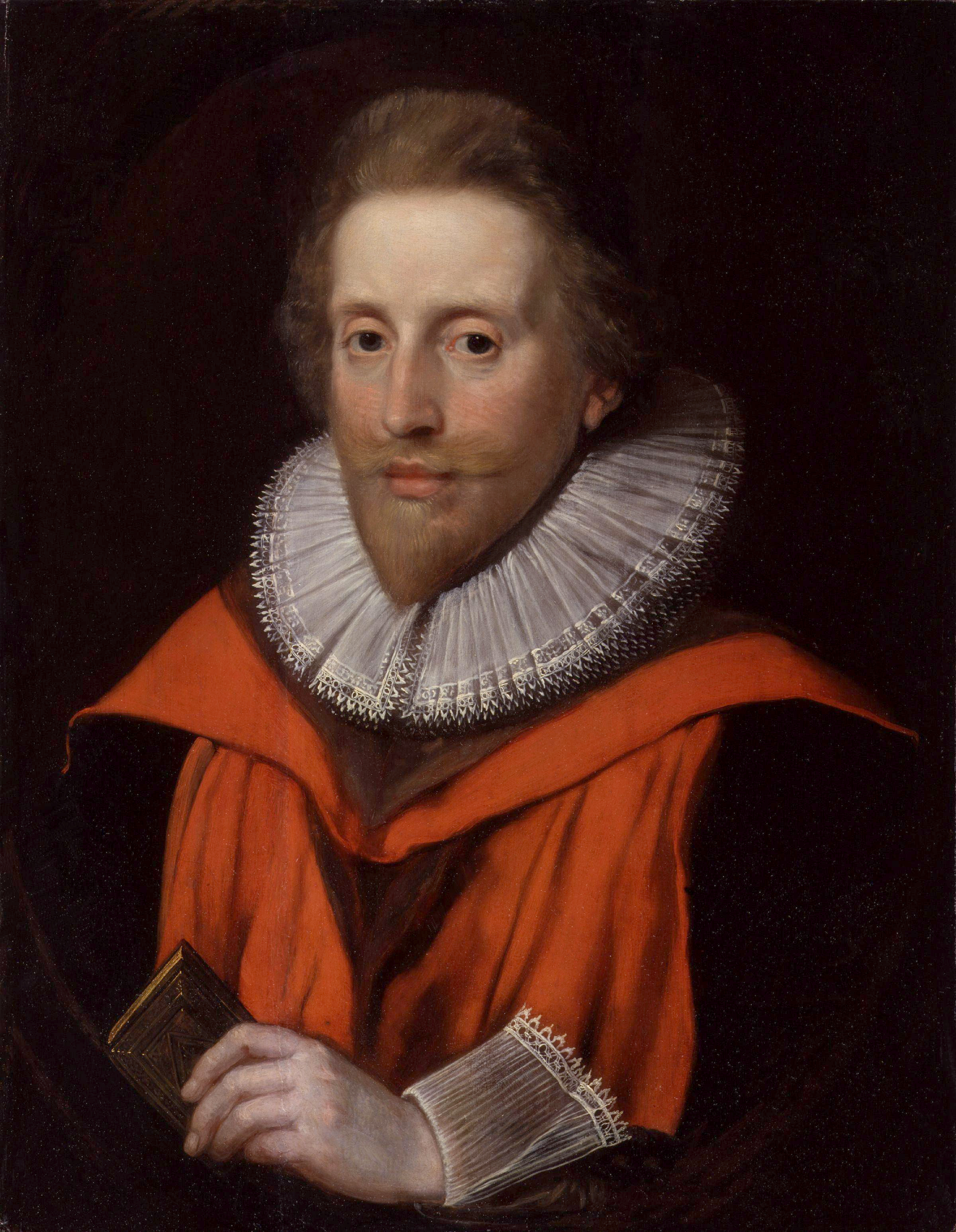
Richard Zouch

Richard Zouch (ur. ok. 1590, zm. 1 marca 1661) – angielski prawnik, sędzia Sądu Admiralicji; pisał na temat zastosowania prawa rzymskiego w prawie międzynarodowym publicznym. Prześladowany w okresie Protektoratu Olivera Cromwella, zachował jednak stanowisko profesora na Uniwersytecie Oksfordzkim. W okresie restauracji monarchii odpowiedzialny za przywrócenie do pracy profesorów, którym odebrano możliwość wykładania. Twórca pojęcia ius inter gentes (łac. prawo między narodami), który to termin zastąpił dotychczas używany - ius gentium (prawo narodów). Obok Grotiusa uważany z jednego z największych znawców prawa międzynarodowego XVII wieku. (prawo narodów). W swoich pracach oprócz znaczenia prawa naturalnego, podnosił znaczenie zwyczaju oraz umów międzynarodowych z naczelną zasadą pacta sunt servanda.

## Dzieła
- Elementa Jurisprudentiae (1629)
- Juris et Judicii Fecialis, Explicitatio (1650)